# Newcombia canaliculata
Newcombia canaliculata је пуж из реда Stylommatophora и фамилије Achatinellidae. 

## Угроженост
Ова врста се сматра угроженом.

## Распрострањење
Сједињене Америчке Државе (само Хаваји) су једино познато природно станиште врсте.

## Станиште
Врста Newcombia canaliculata има станиште на копну.